# AKB1/48 アイドルと恋したら…
『AKB1/48 アイドルと恋したら…』（エーケービーよんじゅうはちぶんのいち アイドルとこいしたら…）は、バンダイナムコゲームスより2010年12月23日に発売された、AKB48を題材としたPlayStation Portable用恋愛シミュレーションゲーム。企画発案は、AKB48総合プロデューサーの秋元康。

## 概要
本作は、女性アイドルグループ『AKB48』のメンバー全員が“プレーヤーのことを大好き”という状況の中でゲームが開始、メンバー48人からの誘惑や愛の告白といった障害をかわし、最後に1人になるまで47人を振り続け、自分の好きなメンバー、いわゆる「推しメン」とのハッピーエンドを目指すというゲーム内容となっている。AKB48のコンセプト「会いに行けるアイドル」に対して、本作は「いつでもどこでも会えるアイドル」をコンセプトとしている。
なお、2011年10月6日には本作の第2弾として『AKB1/48 アイドルとグアムで恋したら…』が発売。

## ゲームシステム
ゲーム開始後はゲームメニューが表示され、「アドレス」「着信履歴」内でデートするメンバーを選択することで電話発信（メンバーによる電話着信時のボイス）演出とともにゲームが開始、1回のデートイベント（場合によっては初回はグループ、2回目は個人と複数日にまたがる場合もあり）を経てゲームメニューに戻るシステムとなっている。イベント中のメンバーの台詞はすべてフルボイスとなっている。
ゲーム開始時はデートに誘うメンバーを48人全員から選択することが可能であるが、デートイベント終了時、デートに誘ってもらえなかったメンバーは「自然消滅」という形で徐々に攻略対象から脱落していく。また、ゲーム開始以降のメンバー選択は、攻略対象から脱落していないメンバーから自由に選べるわけではなく、選択可能なメンバーは留守電やメールを併せた「着信履歴」に含まれるメンバーに限定される。つまり、特定メンバーのみを連続選択して短期間にゲームを終了させることはできないシステムとなっている。
ゲーム本編内ではデートイベントの終了時に3択の会話選択肢が設けられており、選択により好感度が変動することになる。その結果は効果音で確認できるようになっており、好感度を下げる返答をした場合には、そのメンバーは振られたものとして攻略対象から脱落することになる。また他のメンバーがデートを目撃していたなどの「ストーカーイベント」があり、選択次第では問い詰めてきた「目撃メンバー」がその場で脱落するほか、残りメンバーが少なくなるとそれまでに自然消滅したメンバーから「諦められない」など再会を望むメールが届くシチュエーションも用意されている（再会を承諾すると攻略対象に復帰する）。デート終了後、場合によってはメール受信の形でトレーディングカードを入手できる場合もある。
このようにして好感度が最高になったメンバーから明日の都合を確認される「告白前イベント」が発生、それを受けるとラストの「神告白イベント」に移行する。これを承諾するとハッピーエンド、拒否するとバッドエンドとなる。なお、いつまでも好感度を上昇させる選択肢を選択せずにゲーム進行していても、一度でも好感度を向上させたメンバーから次々にあるいは最後の1人から告白前イベントが発生、告白前イベントが発生したメンバーを再度選択すると強制的に神告白イベントに移行するというシステムで、永久パターンを防止している。神告白イベントを承認してハッピーエンド動画を経るとエンディングとなるが、エンディング中は、スタッフロールとともにAKB48メンバーが順次エンディング画面の右に表示される。その際、神告白イベントに到達にしたメンバーには左にキスマークが付くことで区別される。
デートイベント、告白前イベント、神告白イベントにはメンバーごとに異なるシナリオが用意されている。例えば、本作発売直後にAKB48を卒業して日本国外に留学した小野恵令奈のシナリオは、留学によって離れ離れとなってしまう恋人の苦悩を描くシナリオといった具合であり、渡航当日に神告白イベントが発生する。デートイベントはスチール写真のコマ送り状の演出となっており、1人2,000枚、メンバー全員で10万枚以上から選ばれた1万枚以上で構成されている。また、神告白イベントは動画のみで構成され、メンバー全員で合わせて80分以上収録されている。

### ゲームメニュー
ゲームメニュー中では、ゲーム内経過日数および実時刻が画面右上に表示される。また、メニュー選択中はAKB48の曲がバックグラウンドミュージック（以下BGMと略記）として流れ、その曲名が画面上部に表示される。画面中央に、以下のメニュー項目が表示され、左右キーで選択するスタイルとなっている。
- バックアップ - セーブとロード
- セッティング - 設定
- アルバム
- アドレス
- 着信履歴
- 音楽プレイヤー
- フォトクロック
- メッセージフォト
- 48トレード - トレーディングカードの、プレイヤー間での交換モード

### アルバム
ゲーム内で解禁した画像や動画を閲覧するモードである。ここで閲覧可能なものは以下の通りである。
- トレーディングカード - ゲーム内で特定条件を満たした時に得られるフォトカード。「48トレード」を通じて他のプレイヤーとカード交換も可能である。
- 動画 - 告白シーン、承諾時のハッピーエンド、拒否時のバッドエンドの3種の動画。
- スチールフォト - デートイベント時に遭遇した、様々な表情や衣装のフォト。

### アドレス
アドレス帳を意味するメニュー項目である。メンバーをチーム別／好感度順／五十音順／生年別／加入年別に並べ替えて表示することが可能となっている。メンバーを選択することで、顔写真、名前、ニックネーム、生年月日、出身地、身長、スリーサイズと、キャラクター説明を確認できる。また、着信履歴に含まれるメンバーであれば、デートのお誘いとしてこの項目から選択することも可能である。
攻略対象から脱落した場合、名前の部分がガラスが割れたかのような演出で砕け散り、それ以降は名前の背景部分が薄い灰色表示で、次回ゲーム開始まで選択できない状態となる。

### 着信履歴
着信のあったメンバーを一覧表示するメニュー項目である。デートに誘うことができるメンバーは、ここに表示されるメンバーに限定される。なお、リアルタイムで着信演出が発生する場合、留守電が複数のメンバーから入っていてその中から返信を選択する場合などもある。また、ゲームが進行すると、メンバーは愛称表記となる。

### 音楽プレイヤー
BGMを変更するモードである。デフォルトで収録されている曲は以下の通りであるが、PSPの特定フォルダに格納された最大100曲までのMP3ファイルを代わりのBGMとして使用することが可能となっている。また、ランダム再生時の再生頻度を上げる「推し」設定を行うことも可能となっている。
- RIVER
- 大声ダイヤモンド
- 10年桜
- 涙サプライズ!
- 言い訳Maybe
- 桜の栞
- ポニーテールとシュシュ
- ヘビーローテーション
- Beginner
- チャンスの順番

### フォトクロック
メンバーが持つスケッチブックに表示されるスタイルのフォトクロックである。画像は複数用意されており、生ボイスによるアラーム機能も有するが、初期状態で収録されているのは内田眞由美のみであり、他のメンバーのものはPlayStation Store経由で入手する必要がある。

## 出演
本作に登場するのは2010年8月末時点のAKB48正規メンバーとなっている。以下にその一覧を示す（ゲーム内表記、チーム別表示の並び順で記載）。
| チームA    | チームK    | チームB    |
| ---------- | ---------- | ---------- |
| 岩佐美咲   | 秋元才加   | 石田晴香   |
| 多田愛佳   | 板野友美   | 奥真奈美   |
| 大家志津香 | 内田眞由美 | 河西智美   |
| 片山陽加   | 梅田彩佳   | 柏木由紀   |
| 倉持明日香 | 大島優子   | 北原里英   |
| 小嶋陽菜   | 小野恵令奈 | 小林香菜   |
| 指原莉乃   | 菊地あやか | 小森美果   |
| 篠田麻里子 | 田名部生来 | 佐藤亜美菜 |
| 高城亜樹   | 中塚智実   | 佐藤すみれ |
| 高橋みなみ | 仁藤萌乃   | 佐藤夏希   |
| 仲川遥香   | 野中美郷   | 鈴木まりや |
| 中田ちさと | 藤江れいな | 近野莉菜   |
| 仲谷明香   | 松井咲子   | 平嶋夏海   |
| 前田敦子   | 峯岸みなみ | 増田有華   |
| 前田亜美   | 宮澤佐江   | 宮崎美穂   |
| 松原夏海   | 米沢瑠美   | 渡辺麻友   |

## スタッフ
- 企画発案：秋元康